# Красіно (Вологодська область)
Красіно — село в Устюженському районі Вологодської області.
Входить до складу Моденского сільського поселення, з точки зору адміністративно-територіального поділу — в Моденську сільраду.
Розташоване на правому березі річки Молога навпроти села Глини. Відстань по автодорозі до районного центру Устюжна — 46 км, до центру муніципального утворення села Модно — 6 км. Найближчі населені пункти — Велика Липенка, Кортіха, Модно.
Згідно перепису 2002 року населення — 33 особи (11 чоловіків, 22 жінки). Більшість населення — росіяни (97 %).

## Відомі уродженці
Маймескулов Леонід Миколайович — радянський та український вчений-правознавець.

## Примітка
1. ↑  Закон Об установлении границ Устюженского муниципального района, границах и статусе муниципальных образований, входящих в его состав
2. ↑  Данные переписи 2002 года: таблица 2С. М.: Федеральная служба государственной статистики, 2004.